# Cychrus kaiseri
Cychrus kaiseri je druhem dravého brouka z čeledi střevlíkovitých, z podčeledi Carabinae. Brouka popsal Thierry Deuve v roce 2001 a pojmenoval jej podle jeho nálezce, českého herce Oldřicha Kaisera.